# Godło Jemenu Północnego
Godło Jemenu Północnego obowiązywało od 1962, czyli od utworzenia państwa aż do 1990, kiedy państwo połączyło się z Jemenem Południowym. Godło to od współczesnego godła Jemenu różni się tylko flagą. Ta z kolei, w porównaniu z współczesną flagą Jemenu, różni się tylko zieloną gwiazdą na białym pasku.
Tym niemniej, godło Jemenu Północnego przedstawia orła, trzymającego w szponach dwie skrzyżowane flagi kraju i napis z nazwą kraju. Na piersi ptaka znajduje się tarcza herbowa, przedstawiająca morze i wybrzeże, które porasta ostrokrzew.